# Stanislav Rosypal
Stanislav Rosypal (12. června 1927, Štúrovo – 22. srpna 2012) byl český mikrobiolog, buněčný a molekulární biolog. Jeho speciálním zaměřením byly stafylokoky a stafylokokové fágy. Od roku 2000 byl v důchodu, občas přednášel na Přírodovědecké fakultě Masarykovy univerzity v Brně. Zemřel v roce 2012.
Byl autorem, spoluautorem a editorem mnoha mimořádně úspěšných středoškolských a vysokoškolských učebnic týkajících se jeho oboru.

## Výběr z bibliografie

### Středoškolské učebnice
- Rosypal, Stanislav a kol.: Přehled biologie, Praha 1987, 1994, 1998
- Rosypal, Stanislav a kol.: Bakteriologie a virologie, Praha 1994. ISBN 80-85827-16-6
- Rosypal, Stanislav a kol.: Nový přehled biologie, Praha 2003. ISBN 80-7183-268-5

### Vysokoškolské učebnice
- Rosypal, Stanislav, Alena Rosypalová: Vybrané kapitoly z virologie, Brno 1980
- Rosypal, Stanislav a kol.: Obecná bakteriologie, Praha 1981
- Rosypal, Stanislav a kol.: Molekulární genetika, Praha 1989
- Rosypal, Stanislav a kol.: Úvod do molekulární biologie I.–IV. díl + Dodatek
- Rosypal, Stanislav a kol.: Základní terminologie molekulární genetiky